# 克里斯托弗森島

克里斯托弗森島島在南奧克尼群島的位置

克里斯托弗森島（英語：Christoffersen Island），是南極洲的島嶼，位於鮑威爾島南端以西，屬於南奧克尼群島的一部分，由挪威捕鯨者繪入地圖，被國際鳥盟列為重點鳥區，現時由南極條約體系管理。